# Globálně harmonizovaný systém klasifikace a označování chemikálií

Látka nebezpečná pro životní prostředí podle nového značení

Globálně harmonizovaný systém klasifikace a označování chemikálií (GHS) je systém bezpečnostní klasifikace Organizace spojených národů pro identifikaci nebezpečných chemikálií a pro informování uživatelů o těchto nebezpečích prostřednictvím symbolů a vět na štítcích obalů a prostřednictvím bezpečnostních listů. Základy systému byly vytvořeny na Konferenci OSN o životním prostředí a rozvoj v roce 1992.
V rámci EHP je GHS implementován skrz Nařízení Evropského parlamentu a Rady (ES) č. 1272/2008 ze dne 16. prosince 2008 o klasifikaci, označování a balení látek a směsí, známé také jako tzv. Nařízení CLP.

## Co přináší GHS
Proti minulému systému klasifikace nařízení GHS přináší některé změny a další rozšíření: dochází k rozšíření nebezpečných fyzikálních vlastností a nebezpečné vlastnosti pro zdraví a životní prostředí. Výstražné symboly nebezpečnosti jsou nové. Pojem látka se zachovává, pojem přípravek se nahrazuje pojmem směs. Pojem „kategorie nebezpečnosti“ se nahrazuje pojmem „třída nebezpečnosti“.

## Označování dle GHS
GHS stanovuje požadavky na systém označování látek a směsí:
- výstražné symboly nebezpečnosti
- signální slova – slovo označující příslušnou úroveň závažnosti nebezpečnosti za účelem varování před možným nebezpečím; dvě úrovně: „nebezpečí“ je signální slovo označující závažnější kategorie nebezpečnosti; a „varování“ je signální slovo označující méně závažné kategorie nebezpečnosti
- standardní věty o nebezpečnosti, tzv. H-věty (dříve R-věty)
- pokyny pro bezpečné zacházení, tzv. P-věty (dříve S-věty)
- označení výrobku
- informace o dodavateli

## Přechod k novému systému GHS v Evropské unii
Po dobu přechodného období zabezpečovalo nařízení existenci starého i nového systému.
- Pro látky: od 1. prosince 2010 se látky označovaly podle nového systému klasifikace a značení, přičemž v listech bezpečnostních údajů se uváděly současně i starý systém s novým systémem.
- Pro směsi: Do 1. června 2015 měly podniky možnost výběru jednoho ze dvou systémů pro směsi. Když si vybraly nový systém (GHS), označení muselo být vypracováno v souladu s tímto systémem, přičemž v listě bezpečnostních údajů byly uvedeny obě klasifikace.

Od 1. června 2015 staré směrnice (nařízení) přestaly platit a kompletně jsou nahrazeny pouze systémem GHS.

## Klasifikace nebezpečnosti
Klasifikační systém GHS je komplexní. Data použitá pro klasifikaci lze získávat z testů, literatury a praktických zkušeností. Úplný výklad klasifikace pro fyzikální, zdravotní a environmentální nebezpečnost lze najít na webových stránkách OSN.
Hlavní prvky kritérií klasifikace nebezpečnosti jsou shrnuty níže:

### Fyzikální nebezpečnost
Fyzikální nebezpečnost je založena na systému UNDGS (United Nations Dangerous Goods System, Systém nebezpečného zboží OSN). Tyto regulace a testovací metody OSN lze najít na webu OSN. Protože záběr GHS zahrnuje všechny příjemce informací, bylo nutné provést určitá rozšíření a změny v popisu nebezpečnosti.
- Výbušniny jsou zařazeny do jedné z šesti podkategorií v závislosti na druhu nebezpečí, které představují, jak je uvedeno v UNDGS.
- Hořlavý plyn je taková plynná látka, která je hořlavá na vzduchu při 20 °C a standardním tlaku 101,3 kPa. Látky a směsi této třídy nebezpečnosti jsou řazeny do jedné ze dvou kategorií na základě výsledků testu nebo výpočetní metody.
- Hořlavé aerosoly by měly být považovány za Kategorii 1 nebo Kategorii 2, obsahují-li jakoukoli složku, která je podle kritérií klasifikována jako hořlavá, tedy hořlavé kapaliny, hořlavé plyny nebo hořlavé tuhé látky.
- Oxidující plyn je jakýkoli plyn, který může, obecně poskytováním kyslíku (nebo jiného oxidačního činidla např.: chlor, fluor), způsobit zapálení jiného materiálu, či se na něm podílet, ve větší míře, než tak činí vzduch. Látky a směsi této třídy nebezpečnosti jsou řazeny do jediné kategorie na základě toho, že (obecně poskytováním kyslíku nebo jiného oxidačního činidla) způsobují zapálení jiného materiálu, či se na něm podílejí, ve větší míře než tak činí vzduch.
- Plyny pod tlakem jsou plyny obsažené v nádobě při tlaku nejméně 280 Pa při 20 °C nebo ve zkapalněné podobě. Toto zahrnuje čtyři typy plynů nebo plynných směsí ve vztahu k účinkům náhlého uvolnění tlaku nebo ochlazení, které mohou vést k vážným škodám na zdraví, majetku nebo životním prostředí, nezávisle na jiných rizicích, které tyto plyny mohou mít.
- Hořlavá kapalina je kapalina se teplotou vzplanutí do 93 °C. Látky a směsi této třídy nebezpečnosti jsou řazeny do jedné ze čtyř kategorií na základě zápalného bodu a bodu varu.
- Hořlavá tuhá látka je látka, která je snadno zápalná nebo může způsobit vznícení při tření či k němu přispět. Snadno zápalné tuhé látky jsou práškové, granulární nebo mazlavé látky, které jsou nebezpečné, jestliže je lze snadno zapálit krátkým kontaktem se zdrojem zapálení, například hořící zápalkou, a jestliže se plamen rychle šíří.
- Samovolně reagující látky jsou tepelně nestabilní kapaliny nebo pevné látky, které podléhají silně exotermickému tepelnému rozkladu i bez přístupu kyslíku (vzduchu). Tato definice vylučuje materiály klasifikované GHS jako výbušné, organické peroxidy nebo jako látky oxidující.
- Pyroforická kapalina je taková kapalina, která je i v malých množstvích schopna se vznítit do pěti minut poté, co přijde do kontaktu se vzduchem. Látky a směsi této třídy nebezpečnosti jsou řazeny do jedné kategorie na základě výsledků Testu OSN N.3.
- Pyroforická tuhá látka je taková tuhá látka, která je i v malých množstvích schopna se vznítit do pěti minut poté, co přijde do kontaktu se vzduchem. Látky a směsi této třídy nebezpečnosti jsou řazeny do jedné kategorie na základě výsledků Testu OSN N.2.
- Samozahřívající se látky jsou tuhé látky nebo kapaliny jiné než pyroforické látky, které jsou reakcí se vzduchem nebo bez zdroje energie schopny se samy zahřívat. Látky a směsi této třídy nebezpečnosti jsou řazeny do jedné ze dvou kategorií na základě výsledků Testu OSN N.4.
- Látky, které při styku s vodou uvolňují hořlavé plyny jsou tuhé látky nebo kapaliny, které jsou při kontaktu s vodou (interakcí s ní) schopny se samy zapálit nebo uvolňovat hořlavé plyny v nebezpečných množstvích. Látky a směsi této třídy nebezpečnosti jsou řazeny do jedné ze tří kategorií na základě výsledků Testu OSN N.5, který měří vývin plynu a rychlost vývinu.
- Oxidující kapaliny jsou kapaliny, které, ačkoliv nemusí být nutně zápalné, mohou, obecně uvolňováním kyslíku, způsobit zapálení jiného materiálu nebo k němu přispět. Látky a směsi této třídy nebezpečnosti jsou řazeny do jedné ze tří kategorií na základě výsledků Testu OSN O.2.
- Oxidující tuhé látky jsou tuhé látky, které, ačkoliv nemusí být nutně zápalné, mohou, obecně uvolňováním kyslíku, způsobit zapálení jiného materiálu nebo k němu přispět. Látky a směsi této třídy nebezpečnosti jsou řazeny do jedné ze tří kategorií na základě výsledků Testu OSN O.1.
- Organické peroxidy jsou organické kapaliny nebo tuhé látky, které obsahují bivalentní strukturu -O-O- a lze je považovat za deriváty peroxidu vodíku, kde jsou jeden či oba atomy vodíku nahrazeny organickými radikály. Termín zahrnuje také směsi s organickými peroxidy. Látky a směsi této třídy nebezpečnosti jsou řazeny do jednoho ze sedmi "typů", A až G, na základě výsledků Série testů OSN A až H.
- Látky žíravé pro kovy jsou látky nebo směsi, které chemickým účinkem poškozují nebo ničí kovy. Tyto látky nebo směsi jsou řazeny do jediné kategorie na základě testů (Ocel: ISO 9328 (II): 1991 – Ocel typ P235; Hliník: ASTM G31-72 (1990) – neplátovaný typ 7075-T6 nebo AZ5GU-T66). Kritéria GHS jsou míra koroze na povrchu oceli nebo hliníku převyšující 6,25 mm ročně při testovací teplotě 55 °C.

### Zdravotní nebezpečnost
- Akutní toxicita zahrnuje pět kategorií GHS, ze kterých lze vybrat příslušné elementy relevantní pro dopravu, ochranu spotřebitelů, pracovníků a životního prostředí. Látky se začleňují do jedné z pěti kategorií toxicity na základě LD50 (orální, dermální) nebo LC50 (inhalace).
- Poleptání kůže znamená způsobení nevratného poškození kůže po aplikaci testovací látky po dobu až 4 hodiny. Látky a směsi této třídy nebezpečnosti jsou řazeny do jediné harmonizované kategorie.
- Podráždění kůže znamená způsobení vratného poškození kůže po aplikaci testovací látky po dobu až 4 hodiny. Látky a směsi této třídy nebezpečnosti jsou řazeny do jediné harmonizované kategorie. Pro orgány, jako jsou regulátoři pesticidů, které vyžadují více než jednu úroveň podráždění kůže, se poskytuje dodatečná kategorie mírného podráždění.
- Vážné poškození očí znamená způsobení poškození tkáně oka nebo vážnou fyzikální poruchu zraku, následující po aplikaci testovací látky na přední povrch oka, které není plně vratné do 21 dnů od aplikace. Látky a směsi této třídy nebezpečnosti jsou řazeny do jediné harmonizované kategorie.
- Podráždění očí znamená změny v oku následující po aplikaci testovací látky na přední povrch oka, které jsou plně vratné do 21 dnů po aplikaci. Látky a směsi této třídy nebezpečnosti jsou řazeny do jediné harmonizované kategorie. Pro orgány, jako jsou regulátoři pesticidů, které chtějí více než jednu úroveň podráždění očí, lze vybírat jednu ze dvou podkategorií, v závislosti na tom, zda jsou změny vratné do 21 nebo do 7 dnů.
- Senzibilizace dýchacích orgánů znamená, že látka po inhalaci vyvolává hypersenzitivitu dýchacích cest. Látky a směsi této třídy nebezpečnosti jsou řazeny do jediné harmonizované kategorie.
- Senzibilizace kůže znamená, že látka po kontaktu s kůží vyvolává alergickou reakci. Definice "senzibilizace kůže" je ekvivalentní "kontaktní senzibilizaci". Látky a směsi této třídy nebezpečnosti jsou řazeny do jediné harmonizované kategorie.
- Mutagenita v zárodečných buňkách znamená, že činidlo způsobuje zvýšený výskyt mutací v populaci buněk a/nebo organismů. Látky a směsi této třídy nebezpečnosti jsou řazeny do jedné ze dvou harmonizovaných kategorií. Kategorie 1 má dvě podkategorie.
- Karcinogenita znamená, že látka nebo směs látek vyvolává nádorové bujení nebo zvyšuje jeho výskyt. Látky a směsi této třídy nebezpečnosti jsou řazeny do jedné ze dvou harmonizovaných kategorií. Kategorie 1 má dvě podkategorie.
- Toxicita pro reprodukci zahrnuje nežádoucí účinky na pohlavní funkci a plodnost u dospělých mužů a žen, stejně jako vývojovou toxicitu u potomků. Látky a směsi s reprodukčními nebo vývojovými účinky se řadí do jedné ze dvou kategorií, "známý nebo předpokládaný" a "podezřelý". Kategorie 1 má dvě podkategorie pro reprodukční a vývojové účinky. Látky, které mohou znamenat nebezpečí pro kojence, mají samostatnou kategorii, Účinky při nebo prostřednictvím kojení.
- Toxicita pro specifické cílové orgány (STOT)  je třída, která rozlišuje mezi jednorázovou a opakovanou expozicí pro účinky na cílové orgány. Všechny významné účinky na zdraví, jinak specificky nezahrnuté do GHS, které mohou narušit funkci, jak vratně tak nevratně, ihned nebo s prodlevou, jsou zahrnuty do třídy nesmrtné toxicity pro specifické cílové orgány (STOT). Narkotické účinky a podráždění dýchacích orgánů se považují za systémové účinky pro cílové orgány následující po jednorázové expozici. Látky a směsi této třídy nebezpečnosti pro jednorázovou expozici jsou řazeny do jedné ze tří kategorií. Látky a směsi této třídy nebezpečnosti pro opakovanou expozici jsou řazeny do jedné ze dvou kategorií.
- Nebezpečí při vdechnutí zahrnuje akutní účinky, jako je chemická pneumonie, různého stupně postižení dýchacích orgánů nebo smrti po vdechnutí. Vdechnutí je vstup kapaliny nebo tuhé látky přímo přes ústní nebo nosní dutinu, anebo nepřímo vdechnutím zvratků, do průdušnice a dolních cest dýchacích. Látky a směsi této třídy nebezpečnosti jsou řazeny do jedné ze dvou kategorií na základě jejich viskozity.

### Nebezpečnost pro životní prostředí
- Akutní nebezpečí pro vodní prostředí znamená přirozenou vlastnost materiálu způsobovat při krátkodobé expozici poškození vodních organismů. Látky a směsi této třídy nebezpečnosti jsou řazeny do jedné ze tří kategorií na základě akutní toxicity: LC50 (ryby), EC50 (korýši) nebo ErC50 (řasy nebo jiné vodní rostliny). V některých regulačních systémech mohou být tyto kategorie pro některé sektory dále děleny nebo rozšiřovány.
- Chronické nebezpečí pro vodní prostředí znamená potenciální nebo skutečné vlastnosti materiálu způsobovat nežádoucí účinky na vodní organismy při expozicích, které jsou určeny v relaci k životnímu cyklu organismů. Látky a směsi této třídy nebezpečnosti jsou řazeny do jedné ze čtyř kategorií na základě toxicity a osudu v životním prostředí: LC50 (ryby), EC50 (korýši) nebo ErC50 (řasy nebo jiné vodní rostliny), a degradace nebo bioakumulace.

### Klasifikace směsí
Přístup GHS ke klasifikaci směsí z hlediska nebezpečnosti pro zdraví nebo životní prostředí je komplexní. Používá se vrstvený přístup a záleží na množství dostupných informací o směsi samotné a o jejích složkách. Principy, které byly vyvinuty pro klasifikaci směsí, staví na existujících systémech, jako je například systém Evropské unie pro klasifikaci přípravků uložený Směrnicí 1999/45/EC. Proces pro klasifikaci směsí je založen na těchto krocích:
1. Pokud jsou k dispozici toxikologická nebo ekotoxikologická data pro směs jako takovou, bude klasifikace směsi založena na těchto datech.
2. Pokud data pro směs nejsou k dispozici, použijí se odpovídající zásady extrapolace s daty pro složky a/nebo pro podobné směsi.
3. Nejsou-li k dispozici ani data pro směs jako takovou (1), ani nelze použít zásady extrapolace (2), použijí se ke klasifikaci směsi výpočtové nebo zlomové hodnoty popsané ve specifickém koncovém bodě.